# Nicolae Amza
Nicolae Amza (* 1. Dezember 1931 in Negreni, Kreis Olt) ist ein ehemaliger rumänischer Politiker der Rumänischen Kommunistischen Partei (PCR), der unter anderem zwischen 1987 und 1989 Minister für Erdöl war.

## Leben
Nicolae Amza begann nach dem Besuch des Theoretischen Gymnasiums in Târgu Jiu 1952 ein Studium an der Fakultät für Rohöl- und Gasgewinnung des Instituts für Erdöl und Gas in Bukarest, das er 1957 als Ingenieur abschloss. Im Anschluss wurde er 1957 Ingenieur in einem Betrieb für Bohrtechnik in Țicleni und war dort zwischen 1961 und 1965 Chef der Abteilung für Bohrungen. 1962 wurde er Mitglied der Rumänischen Kommunistischen Partei PCR (Partidul Comunist Român) und war von 1965 bis 1967 stellvertretender Chefingenieur in einem Betrieb für Bohrtechnik in Târgu Cărbunești. 1967 wechselte er in die Parteiverwaltung und war zunächst bis Februar 1968 Leiter der Wirtschaftsabteilung im Parteikomitee der Region Oltenia sowie im Anschluss zwischen Februar 1968 und 1973 Leiter der Wirtschaftsabteilung im Parteikomitee im Kreis Gorj. 1973 übernahm er den Posten als Vizepräsident des Rates für die Arbeitskontrolle der wirtschaftlichen und sozialen Aktivitäten im Kreis Gorj und wurde zugleich auch Mitglied des Parteikomitees dieses Kreises, ehe er zwischen dem 1. Juli 1974 und dem 10. Dezember 1979 als Wirtschaftssekretär des Parteikomitees im Kreis Gorj fungierte.
Danach wechselte Amza in die Regierung und wurde am 10. Dezember 1979 Staatssekretär im Ministerium für Bergbau, Erdöl und Geologie sowie daraufhin am 8. Dezember 1981 Vize-Minister für Erdöl. Auf dem Dreizehnten Parteitag der PCR (19. bis 22. November 1984) wurde er Kandidat des Zentralkomitees (ZK) der PCR und hatte diese Funktion bis zum Zusammenbruch des Kommunismus im Zuge der Revolution am 22. Dezember 1989 inne. Am 5. Juli 1986 erfolgte seine Ernennung zum Vize-Minister für Bergbau, Erdöl und Geologie sowie zeitgleich zum Generaldirektor der Hauptabteilung für Erdöl und Gas dieses Ministeriums. Zuletzt wurde er am 4. September 1987 Minister für Erdöl (Ministrul Petrolului) im Kabinett Dăscălescu II und hatte auch dieses Amt bis zum Sturz des neostalinistischen Diktators Nicolae Ceaușescu am 22. Dezember 1989 inne. Für seine Verdienste erhielt er den Orden der Arbeit Dritter Klasse (Ordinul Muncii).